# Țipilești, Iași
Țipilești este un sat în comuna Popricani din județul Iași, Moldova, România.